# Вали (Кјети)
Вали је насеље у Италији у округу Кјети, региону Абруцо.
Према процени из 2011. године у насељу је живело 31 становника. Насеље се налази на надморској висини од 921 m.